# Zeki Şahin
Zeki Şahin (ur. 17 października 1965 w Adapazarı) – turecki zapaśnik w stylu klasycznym. Olimpijczyk z Seulu 1988, gdzie odpadł w eliminacjach w kategorii 65 kg. Brązowy medal w mistrzostwach świata juniorów w 1983 roku.